# Bombergirl
Bombergirl (ボンバーガール Bonbāgāru?) es un videojuego de Acción, publicado por Konami el 30 de agosto de 2018 en Japón. Es un spin-off de la serie Bomberman, y se juega de manera similar a los títulos anteriores, y todos los personajes fueron remplazados por chicas.

## Jugabilidad
Ocho jugadores lo juegan a la vez, divididos en dos equipos de cuatro, que intentan destruir la base del otro equipo colocando bombas y usando habilidades específicas de cada personaje. Existen 4 clases: la clase bombardero permite alterar el modo de bombas, la clase bloque permite insertar bloques, la clase atacante permite atacar a corto alcance y la clase artillero permite disparar desde lejos. Sin embargo, los jugadores que perdieron verán las ropas de las chicas quemadas, además de mostrar ciertos atributos sexuales.
- Datos: Q28803249